# Emanuel Buchmann
Emanuel Buchmann (Ravensburg, Baden-Württemberg, 18 de novembre de 1992) és un ciclista alemany, professional des del 2015 i actualment a l'equip Cofidis. En el seu palmarès destaca el campionat nacional en ruta del 2015 i 2023.

## Palmarès
- 2014
  - Vencedor d'una etapa a l'Okolo jižních Čech
- 2015
  -  Campió d'Alemanya en ruta
- 2019
  - 1r al Trofeu Andratx Lloseta
  - Vencedor d'una etapa a la Volta al País Basc
- 2023
  -  Campió d'Alemanya en ruta

### Resultats al Tour de França
- 2015. 83è de la classificació general
- 2016. 21è de la classificació general
- 2017. 15è de la classificació general
- 2019. 4t de la classificació general
- 2020. 38è de la classificació general
- 2021. 33è de la classificació general
- 2023. 21è de la classificació general

### Resultats a la Volta a Espanya
- 2017. 65è de la classificació general
- 2018. 12è de la classificació general
- 2023. 20è de la classificació general

### Resultats al Giro d'Itàlia
- 2021. Abandona (15a etapa)
- 2022. 7è de la classificació general